# ビーデル
ビーデルは、鳥山明の漫画『ドラゴンボール』およびそれを原作としたアニメ『ドラゴンボールZ』、『ドラゴンボールGT』、『ドラゴンボール改』、『ドラゴンボール超』に登場する架空の人物。アニメ版の声優は皆口裕子。『トリコ×ONE PIECE×ドラゴンボールZ 超コラボスペシャル!!』、『ドラゴンボール改』では柿沼紫乃が代役を務めた。
初登場は原作では其之四百二十一「サタンシティのハイスクール」、アニメでは『ドラゴンボールZ』第200話「あれから7年! 今日から僕は高校生」。

## 人物像
身長157cm、体重47kg。誕生年エイジ757年（当初はエイジ756）。趣味は正義の味方。好きな食べ物はお好み焼き、シーザーサラダ。好きな乗り物はエアバイク。
ミスター・サタンの娘。母ミゲルは魔人ブウ編開始時点で故人。活発な性格で、孫悟飯と同じオレンジスターハイスクールに通っている。真面目で正義感が強く、度々警察にも協力している。格闘技は自己流だが才能に恵まれ、常に鍛錬を惜しまないことから、天狗になってトレーニングらしいトレーニングをしないサタンを既に上回っているが、本人もサタンもそのことに気づいていない。第24回天下一武道会では、少年の部で優勝した経験も持ち、悟空やクリリンたちからも感心された。
悟飯に教わったことで舞空術を体得した。またこの時、悟飯に薦められ、髪型を登場当初のツインテールからショートヘアーへと変化させている。髪を切ることを勧められた時は悟飯の好きな女性のタイプのことだと思い、照れながらも喜んでいたが、実際は武道家としてのアドバイスだったため激怒した。
非常に勘が冴えており、街に出没していた謎のヒーロー「グレートサイヤマン」や「金色の戦士」の正体を悟飯と見抜いた他、孫という共通の苗字と、苗字と名前が分かれていることは珍しいという理由から悟空と悟飯が親子だと推測している。悟飯のことはセルゲームの映像で見ているが、直接会ったのは悟飯が学校に入ってきたときが最初である。
好戦的な面もあり、強そうな相手には武道家として闘志を燃やす場面を見せている。悟飯を天下一武道会に強制参加させたのも「張り合いのある相手が欲しい」「チャンピオンの子供同士の対戦になったら面白い」という理由だった。アニメでもグレートサイヤマンの正体と同じくらい強さが気になると発言していた。また、天下一武道会ではスポポビッチに痛めつけられた際、悟飯から降参するよう促されても闘志を失わない根性を見せている。
悟飯の母チチとは、初対面時に悟飯との関係を疑われ、悟飯も呆れるほどの口論を繰り広げた。しかし、突然押しかけたにもかかわらず食事を用意してもらった時には感謝の言葉を述べており、チチの料理を美味しいと誉めたりと素直な面も出ている。チチが2人の交際を認めてからは当初のような険悪な関係は無くなり、アニメでは仲が良い場面もある。悟空とは天下一武道会会場で初対面だったが、悟飯がスポポビッチに襲われた時に助けようと飛び出したビーデルを悟空が止め、動揺するビーデルを諭していた。悟飯が界王神界にいる間、地球上で気を感じられないために悟空をはじめ仲間の全員が悟飯の死を思う中、ビーデルだけは生存を信じており、実際生きていたことに悟空は感心している様子を見せた。また、アニメや劇場版では、ブルマと親しくしている場面もある。
天下一武道会でスポポビッチに重傷を負わされたことをきっかけに悟飯との関係が進展する。悟飯に介抱された際、サタンがいるにもかかわらず、悟飯にスポポビッチを倒してと懇願し、悟飯もそれに応えている。悟飯が仙豆を差し出した時は、サタンと医者が妙な物を食べさせるなと止める中、悟飯への信頼から迷わず口にした。
アニメでは、正体を知る前のグレートサイヤマンや、先に舞空術をマスターした悟天に激しい対抗意識を燃やしたり、舞空術ができない時やスポポビッチとの戦いでは涙を流す場面もある。悟飯に対しても当初はライバル心を抱いていたが、セルを倒したのがサタンではなく悟飯だと知ってからは実力差を認め、サポート面に回っている｡
父のミスター・サタンを尊敬しており、当初はサタンがセルを倒したと吹聴していたため、アニメやゲームではサタンの娘であることを誇りに思っている台詞や場面もある。そのため、アニメでは当初、サタンを軽く見ていた悟空やベジータ、クリリンに対して反論している。魔人ブウとサタンの関係をピッコロから聞いた時は素直に喜んでいたが、一方でサタンの調子に乗りやすい性格や女性関係については好ましく思っておらず、「親には苦労する」といった旨の発言をしたこともある。また、悟飯と出会ってからはサタンの実力をやや疑問視するようになり、「一度は負けた方が良い」と言い放った。後にセルを本当に倒したのは誰か知ることとなり、魔人ブウが倒された後も調子に乗って法螺を言い続けるサタンに呆れる場面も増える。また、悟飯から真相を聞いた時と前後して悟飯への恋愛感情を自覚する。
魔人ブウを倒してから数年後に悟飯と結婚し、娘のパンを儲ける。当初グレートサイヤマンの格好をしている悟飯をかっこ悪いと呆れていたが、アニメでは魔人ブウ編後に彼女自身もグレートサイヤマン2号と名乗り、ふたりでノリノリの掛け合いポーズをとっていた。
クリリン曰く「結構かわいい」ルックスに加え、有名なチャンピオンの娘であることから、作中において男性ファンの多い描写がなされていた。だが父親と異なり、メディアへの露出はあまり好まない。また父サタンに「パパより強い男じゃなきゃダメ」ときつく言われており、悟飯の強さを知る前は「そんな（父親よりも強い）男の子なんているわけないのに」と発言していた。しかし悟飯のことを上記の髪型の指摘にあるように意識していたり、「悟飯くんはいい線いってる」と述べたりと、好意的な態度を見せている。アニメでは自分よりも弱いシャプナーから熱烈なアプローチを受けても眼中にない様子を見せていた。
アニメで声を担当した皆口裕子は「ビーデルはサタンが一番好きで、自分が凄く強くて同い年で自分よりも強い人はいないと信じていたけれど、悟飯と出会ってからだんだんと考えが変わっていったと思う」と語っている。また、悟飯を「くん」付けで呼ぶのが、いかにも同級生という感じで面白かったという。作中の男性キャラクターで結婚するとしたら「トランクスに心が傾くけれど、やっぱり悟飯くん」と述べている。
名前の由来は作者の鳥山明いわく「サタンの娘ですので、デビル（悪魔）からとったもので、女の子らしくもじった名前」とのこと。『週刊少年ジャンプ』掲載時には「デービル」と誤植されていたこともあった。

## 年表
- エイジ757[2] - 誕生。
- エイジ767 5月7日[7] - 第24回天下一武道会に出場し、少年の部で優勝。
- エイジ773 - オレンジスターハイスクールに入学。
- エイジ774 4月7日[7] - 編入してきた悟飯と出会う。天下一武道会のことを教え、悟飯から気の使い方を教わり、舞空術を体得。
- エイジ774 5月7日[7] - 第25回天下一武道会に出場し、一般の部で予選を通過。本戦1回戦でバビディに操られたスポポビッチに敗れる。重傷を負い医務室に運ばれるが、仙豆によって回復する。そして悟飯が「金色の戦士」であること、セルとの戦いの真実を知る。
- エイジ774 5月8日[7] - 天界で魔人ブウに菓子にされ、食べられて死亡。その後ドラゴンボールで生き返る。
- エイジ776 - 父親のホテル完成記念のパーティに悟空たちを来させるように悟飯に頼む。戦闘には参加しない（アニメオリジナル）。
- エイジ779[7] - 大学卒業後に悟飯と結婚[3]、パンを出産。

### 劇場版
劇場版では第13作目『ドラゴンボールZ 危険なふたり!超戦士はねむれない』において初登場。同作では悟天から神龍のことを聞き、ドラゴンボール探しに同行。道中ナタデ村に立ち寄った際には、村を困らせる怪物退治を買って出る。囮として生贄になった際には、お供え物をつまみ食いしようとする悟天を注意したりしていた。怪物を悟天とトランクスが退治した翌朝、ブロリーに倒されて気を失ってしまう。その後、目を覚まして悟飯とブロリーのもとに現れてブロリーの左頬に強烈なキックを入れた。ブロリーの前に悟天とトランクスと共に敗れ重傷を負いながらも、パワーアップしたブロリーとの一騎討ちで苦戦を強いられた悟飯を助けようとし、気絶する。悟飯は気絶したビーデルを見て奮起し、ドラゴンボールによる奇跡が実現した三大親子かめはめ波でブロリーを倒した。この時の悟飯の強さは秘密であったため、ブロリーを倒した後の悟飯に問い詰め、痴話喧嘩のようなやり取りをしトランクスに呆れられる。
劇場版第15作目『ドラゴンボールZ 復活のフュージョン!!悟空とベジータ』では、悟飯と共に町に現れたゾンビなどと戦う。直前で悟飯の家で共に昼食をとっており、皿洗いの手伝いをしたところ、チチから「いい奥さんになれる」と言われ照れていた。またフリーザが現れた時、ポーズを取った悟飯に対して「カッコイイ」と発言した。
劇場版第16作目『ドラゴンボールZ 龍拳爆発!!悟空がやらねば誰がやる』では、グレートサイヤマン2号の姿を初披露。ヒルデガーンとの戦いでは悟飯のピンチに飛び出すが、ヒルデガーンの火炎放射の前に敗れる。
劇場版第18作目『ドラゴンボールZ 神と神』では、すでに懐妊しており、悟空の超サイヤ人ゴッド覚醒への足がかりとなる。追加シーンでは酔っ払ってビルスに勝負を挑もうとするサタンを諭し、代わりに謝罪するなどここでもしっかり者な一面を見せた。
劇場版第19作目『ドラゴンボールZ 復活の「F」』では、パンを出産しており、彼女の面倒をピッコロに見てもらっている。
劇場版第21作目『ドラゴンボール超　スーパーヒーロー』では格闘技道場の師範代に就いているため、パンの迎えをピッコロに依頼する描写がある。その際、『Z』や『超』などのテレビシリーズ版と異なり、彼とは対等な口調で話している。

### ドラゴンボール超
魔人ブウとの闘いが終わり、数年後に悟飯と結婚する。サタンがビーデルと悟飯のために建てた大きな家で暮らしている。悟飯に色々と物を買っており、そのことを悟飯は申し訳なく思っているが、本人は気にしていない。悟天とトランクスが結婚祝いで採ってきた化粧水（2人は美肌効果のある温泉地の上流から汲んできたが、ただの水だった）を、2人が苦労して手に入れてきたことを悟り、効き目があるように振る舞った。正しい心を持ったサイヤ人が1人足りずに悟空らが困っていた時、自らが悟飯の子供（パン）を身篭っていることを明らかにして、悟空を超サイヤ人ゴッドへ変身させることに貢献した。

### ドラゴンボールGT
学生時代に短くした髪を再び伸ばしており、三つ編みのおさげにしている。出会った当初は良くなかったチチとの関係も良好。
悟飯のことを「あなた」と呼び、落ち着いた大人の女性の雰囲気を醸し出していた。お転婆だった少女の頃の面影は鳴りを潜め、基本的にチチの抑え役にまわることが多い。サタンを「パパ」、悟空を「お義父さん」と呼び分けている。
第27話の時点では地球にやって来たベビーに洗脳されている。第31話では地球人に下剤を投げるパンを蹴飛ばし、パンにベビーのしもべになるように勧めたが断られたので、ベビーの命令で悟飯と共にパンを殺そうとした。この時は邪悪な笑みを浮かべ、性格や口調も残忍になっていた。その後、凶暴化した大猿ベビーの攻撃にチチもろとも襲われるが悟空に助けられた。
ベビーとの戦いの後に行われた天下一武道会では悟空たちの試合を観戦しており、悟空からの話によるとサタンが引退をすることと、パンを後継者に推薦することを知り呆れていた。
現世と地獄が繋がり、死んだ悪人たちが復活し街で暴れていることを知り、第46話では自分も戦うつもりで久しぶりにグレートサイヤマン2号の衣装を着用し、体形が崩れていないことを自慢する場面がある。チチとは一緒に戦いに行こうとしている。
一星龍と最終決戦の際は、悟空の最後の戦いを見届けるため一同と戦場に駆けつけた。最終話である第64話でサタンを夕食に誘い、家に帰ったのを最後に出番は終了する。

## 家系図
| バーダック | バーダック | バーダック | バーダック | バーダック | バーダック |            |            | ギネ       | ギネ       | ギネ | ギネ | ギネ | ギネ |  |  | 孫悟飯 （育ての親）   | 孫悟飯 （育ての親）   | 孫悟飯 （育ての親）   | 孫悟飯 （育ての親）   | 孫悟飯 （育ての親）   | 孫悟飯 （育ての親）   |  |  | 牛魔王 | 牛魔王 | 牛魔王 | 牛魔王 | 牛魔王 | 牛魔王 |  |  | ミスター・サタン | ミスター・サタン | ミスター・サタン | ミスター・サタン | ミスター・サタン | ミスター・サタン |          |          | ミゲル   | ミゲル   | ミゲル | ミゲル | ミゲル | ミゲル |  |  |  |  |
| バーダック | バーダック | バーダック | バーダック | バーダック | バーダック |            |            | ギネ       | ギネ       | ギネ | ギネ | ギネ | ギネ |  |  | 孫悟飯 （育ての親）   | 孫悟飯 （育ての親）   | 孫悟飯 （育ての親）   | 孫悟飯 （育ての親）   | 孫悟飯 （育ての親）   | 孫悟飯 （育ての親）   |  |  | 牛魔王 | 牛魔王 | 牛魔王 | 牛魔王 | 牛魔王 | 牛魔王 |  |  | ミスター・サタン | ミスター・サタン | ミスター・サタン | ミスター・サタン | ミスター・サタン | ミスター・サタン |          |          | ミゲル   | ミゲル   | ミゲル | ミゲル | ミゲル | ミゲル |  |  |  |  |
|            |            |            |            |            |            |            |            |            |            |      |      |      |      |  |  |                       |                       |                       |                       |                       |                       |  |  |        |        |        |        |        |        |  |  |                  |                  |                  |                  |                  |                  |          |          |          |          |        |        |        |        |  |  |  |  |
|            |            |            |            |            |            |            |            |            |            |      |      |      |      |  |  |                       |                       |                       |                       |                       |                       |  |  |        |        |        |        |        |        |  |  |                  |                  |                  |                  |                  |                  |          |          |          |          |        |        |        |        |  |  |  |  |
|            |            |            |            | ラディッツ | ラディッツ | ラディッツ | ラディッツ | ラディッツ | ラディッツ |      |      |      |      |  |  | 孫悟空 （カカロット） | 孫悟空 （カカロット） | 孫悟空 （カカロット） | 孫悟空 （カカロット） | 孫悟空 （カカロット） | 孫悟空 （カカロット） |  |  | チチ   | チチ   | チチ   | チチ   | チチ   | チチ   |  |  |                  |                  |                  |                  |                  |                  |          |          |          |          |        |        |        |        |  |  |  |  |
|            |            |            |            | ラディッツ | ラディッツ | ラディッツ | ラディッツ | ラディッツ | ラディッツ |      |      |      |      |  |  | 孫悟空 （カカロット） | 孫悟空 （カカロット） | 孫悟空 （カカロット） | 孫悟空 （カカロット） | 孫悟空 （カカロット） | 孫悟空 （カカロット） |  |  | チチ   | チチ   | チチ   | チチ   | チチ   | チチ   |  |  |                  |                  |                  |                  |                  |                  |          |          |          |          |        |        |        |        |  |  |  |  |
|            |            |            |            |            |            |            |            |            |            |      |      |      |      |  |  |                       |                       |                       |                       |                       |                       |  |  |        |        |        |        |        |        |  |  |                  |                  |                  |                  |                  |                  |          |          |          |          |        |        |        |        |  |  |  |  |
|            |            |            |            |            |            |            |            |            |            |      |      |      |      |  |  | 孫悟飯                | 孫悟飯                | 孫悟飯                | 孫悟飯                | 孫悟飯                | 孫悟飯                |  |  | 孫悟天 | 孫悟天 | 孫悟天 | 孫悟天 | 孫悟天 | 孫悟天 |  |  |                  |                  |                  |                  | ビーデル         | ビーデル         | ビーデル | ビーデル | ビーデル | ビーデル |        |        |        |        |  |  |  |  |
|            |            |            |            |            |            |            |            |            |            |      |      |      |      |  |  | 孫悟飯                | 孫悟飯                | 孫悟飯                | 孫悟飯                | 孫悟飯                | 孫悟飯                |  |  | 孫悟天 | 孫悟天 | 孫悟天 | 孫悟天 | 孫悟天 | 孫悟天 |  |  |                  |                  |                  |                  | ビーデル         | ビーデル         | ビーデル | ビーデル | ビーデル | ビーデル |        |        |        |        |  |  |  |  |
|            |            |            |            |            |            |            |            |            |            |      |      |      |      |  |  |                       |                       |                       |                       |                       |                       |  |  |        |        |        |        |        |        |  |  |                  |                  |                  |                  |                  |                  |          |          |          |          |        |        |        |        |  |  |  |  |
|            |            |            |            |            |            |            |            |            |            |      |      |      |      |  |  |                       |                       |                       |                       |                       |                       |  |  |        |        |        |        |        |        |  |  |                  |                  |                  |                  |                  |                  |          |          |          |          |        |        |        |        |  |  |  |  |
|            |            |            |            |            |            |            |            |            |            |      |      |      |      |  |  |                       |                       |                       |                       | パン                  |                       |  |  |        |        |        |        |        |        |  |  |                  |                  |                  |                  |                  |                  |          |          |          |          |        |        |        |        |  |  |  |  |
|            |            |            |            |            |            |            |            |            |            |      |      |      |      |  |  |                       |                       |                       |                       |                       |                       |  |  |        |        |        |        |        |        |  |  |                  |                  |                  |                  |                  |                  |          |          |          |          |        |        |        |        |  |  |  |  |
|            |            |            |            |            |            |            |            |            |            |      |      |      |      |  |  |                       |                       |                       |                       | 3代不明               |                       |  |  |        |        |        |        |        |        |  |  |                  |                  |                  |                  |                  |                  |          |          |          |          |        |        |        |        |  |  |  |  |
|            |            |            |            |            |            |            |            |            |            |      |      |      |      |  |  |                       |                       |                       |                       |                       |                       |  |  |        |        |        |        |        |        |  |  |                  |                  |                  |                  |                  |                  |          |          |          |          |        |        |        |        |  |  |  |  |
|            |            |            |            |            |            |            |            |            |            |      |      |      |      |  |  |                       |                       |                       |                       | 孫悟空Jr.             |                       |  |  |        |        |        |        |        |        |  |  |                  |                  |                  |                  |                  |                  |          |          |          |          |        |        |        |        |  |  |  |  |

## ビーデルの技
舞空術（ぶくうじゅつ）
全身の気をコントロールしながら放出することによって、空中を飛行する技。悟飯たちほど早くは飛べない。元々は鶴仙流独自の技だったが、その後ほとんどの戦士が体得している。
ビーデルラッシュ
名前はゲーム『ドラゴンボールZ Sparking!』シリーズより。スポポビッチに使用した技。強力なラッシュを相手に浴びせ、最後に飛び膝蹴りを決める。
フランケンシュタイナー
『Z』第204話、『改』第100話で使用。相手の上半身目掛けて飛び込み、顔を太腿で挟んで地面に叩きつける。
『ドラゴンボール ファイターズ』では2D格闘ゲームにおけるコマンド投げに該当する。

### ゲームオリジナル技
気功波
『超ドラゴンボールZ』と『ドラゴンボールZ Sparking!』シリーズ、『ドラゴンボール レイジングブラスト』、『ドラゴンボール ゼノバース』のみ、気功波を撃つことが可能。射程制限があり、一定距離で消えてしまうが『レイジングブラスト』では射程制限がなくなった。
ボルテックスオーラ
『超ドラゴンボールZ』に登場する超必殺技。至近距離にエネルギーの塊を少しの間だけ出現させるが、技が終わると疲れて体勢を崩してしまう。
その他に、同作ではスキル継承によって一部のキャラクターの気功波に属する必殺技を使用することが可能。
ダイナマイトキック
原作で父サタンがセルに放った蹴り。『ドラゴンボール ゼノバース』ではビーデルも使用可能。
ローリングサタンパンチ
原作でサタンが18号に使ったパンチ。『ドラゴンボール ゼノバース』ではビーデルも使用可能。
ジャスティスラッシュ
『ドラゴンボール ゼノバース』シリーズに登場する技。無数のパンチを放つ。
ジャスティスキック
『ドラゴンボール ゼノバース』シリーズに登場する技。無数のキックを放つ。
ホークチャージ
『ドラゴンボールゼノバース』シリーズに登場する技。突進してパンチを繰り出す。チャージして放つことで衝撃波の追加効果が発生する。
イーグルキック
『ドラゴンボール ゼノバース』シリーズに登場する技。急接近して放つ強力なキック。
ジャスティスポーズ
『ドラゴンボール ゼノバース』シリーズに登場する技。格好いいヒーローのポーズを取り、全能力を上昇させる。
ミラクルニール
『ドラゴンボールゼノバース』シリーズに登場する回避技。いわゆる土下座。サタンがブウ（純粋）のパンチをかわした時のもの。
ジャスティスコンビネーション
『ドラゴンボールゼノバース』シリーズに登場する超必殺技。拳打と蹴撃のコンビネーションを繰り出す近接格闘技。
グレートサイヤマン呼び出し
『ドラゴンボール ファイターズ』に登場する技。このゲームでは、ビーデルは気功波を撃つことができず、他のキャラクターの気功波に該当するボタンを押すとグレートサイヤマンに扮した孫悟飯を呼び出して突撃させるようになっている。
ムーンサルトキック
『ドラゴンボール ファイターズ』に登場する技。前方に宙返りし、目の前にいる相手の背後に回り込む形で飛び蹴りを浴びせる。

## ゲームでの登場
ゲームでの初登場はPCエンジン専用ソフト『ドラゴンボールZ 偉大なる孫悟空伝説』。PlayStation、セガサターン用『ドラゴンボールZ 偉大なるドラゴンボール伝説』においてもコメントを送る役割であり、いずれも非戦闘キャラクターだった。
PlayStation 2専用ソフト『ドラゴンボールZ2』にてプレイヤーキャラクターとして初登場。「原作で悟飯が教えたのは舞空術のみで気弾の撃ち方は教えられていない」設定が反映されており、この時は気功波は撃てず、究極技「ビーデル危機一髪」は窮地に陥った際、悟飯が助けて共に攻撃するというものだった。以降の作品でも「気弾が撃てない、もしくは他の戦士に比べて気弾の性能が著しく弱い」という特徴は一貫している。
『ドラゴンボールZ Sparking!』シリーズ第2作目の『Sparking! NEO』、『ドラゴンボール　ゼノバース』では、グレートサイヤマン2号としても登場する。『ドラゴンボール ゼノバース』では、主人公とともに悟飯の修行を受けたことで大幅にパワーアップを果たし、気功波などの技も使用できる。
『ドラゴンボール ファイターズ』ではダウンロードコンテンツによる追加キャラクターとして登場。高い威力や長いリーチのある技こそ無いものの、トリッキーな動きで相手の守りを切り崩していくキャラクターとなった。